# Rurer
Rurer (Balanidae), også kaldet balaner, er en familie af små krebsdyr med et få centimeter bredt kegleformet hus af kalk. Ruren sætter sig fast på f.eks sten, skibsbunde eller krabber. Indgangshullet i huset kan lukkes af fire bevægelige kalkplader. På den måde kan dyret holde vandet inde i huset, og derved undgå udtørring.

## Levevis
Ruren ligger på ryggen inde i huset og indfanger med sine vifteformede rankefødder plankton og friskt, iltholdigt vand. Rurerne placerer sig oftest tæt sammen, fæstet med det stærkeste lim, vi kender. De ældste fossiler af rur, man kender, er omkring 500 millioner år gamle. 
Indvendigt består ruren nærmest kun af mave og kønsdel. Som alle rankefødder er den hermafrodit, men foretrækker at parre sig med andre individer, når muligheden foreligger.  Ruren bevæger sig ikke ud af sit hus. Til gengæld har den en så tilpas lang penis, at den kan nå de omkringsiddende rurer. Rur er det dyr i verden, der har den længste penis i forhold til kropslængden: Den er otte gange så lang som kroppen, hos nogle arter endnu længere,  så den kan nå vidt omkring. Den befrugtede rur udklækker æggene inde i sin skal. De færdige larver slippes ud, og flyder væk med havstrømmen. Larverne tiltrækkes af stoffer, de voksne individer udskiller, og dermed finder larverne passende steder at slå sig ned. Kanten af en hvals næsebor er en heldig placering.  Når en rur først har sat sig, kan den ikke flytte sig mere end nogle få millimeter. 

## Arter
Tre af de fem danske arter af rur:
- Balanus crenatus (kølet rur).
- Balanus balanus (stor rur).
- Amphibalanus improvisus (brakvandsrur).